# مؤسسه هندی مدیریت، احمدآباد

نمایی از مجتمع آموزشی موسسه هندی مدیریت، احمدآباد - ۲۰۰۶

موسسه هندی مدیریت، احمدآباد (به انگلیسی: Indian Institute of Management Ahmedabad) یک مدرسه آموزش تجارت در شهر احمدآباد در گجرات هند است.
این کالج در سال ۱۹۶۱ تأسیس شده و دومین مؤسسه هندی مدیریت پس از مؤسسه مشابه در کلکته است.

## معماری ساختمان
کار جدید لویی کان، معمار، در شهری با فعالیت‌های بازرگانی، سیاسی و روشنفکرانه آغاز می‌شود که آن عبارت است از یک عضو بسیار مهم که باید در کنار یک رشته ساختمان‌های موجود قدیمی وجدید به آن‌ها افزوده شود.خصوصیات اجتماعی وموقعیت محلی مکان مورد نظر، دقت واحتیاط ویژه‌ای را در سازماندهی فعالیت‌ها و همچنین در ایجاد شکل‌های ظاهری معماری می‌طلبد.
بخش‌های سه‌گانه این مجموعه که عبارت است ازمدرسه‌ها، خوابگاه دانش جویان ومهمانسرای استادان، به گونه‌ای درکنارهم قرار گرفته‌اند که همگی بتوانند از جریان باد بهره مند شوندچراکه از حرکت هوا در میان ساختمان‌ها یک جریان دایمی ایجاد می‌شود.از طرف دیگر سامانه‌های سایه‌بانی وفواره‌ها و آبشارهای مصنوعی و باغ‌های محوطه، همگی نفوذ شدید نور خورشید را ملایم تر می‌کند.
در این طرح، برقراری ارتباط بینمدرسه‌ها وخوابگاه‌ها و کوی استادان پیشنهاد شده‌است.مدرسه‌ها وخوابگاه‌ها در مجموعه‌ای قرارگرفته اندکه در ذهن انسان تشکیلات دیرهای مذهبی را تداعی میکنند.درمیان این مجموعه، استخر بزرگی احداث گردیده که حالت به خصوصی را داراست.
در هندوستان «آجر»کاربرد وسیعی دارد و به همین جهت از آن در طرح مذکور بسیار به کار رفته، به طوری که یک حالت اصیل معماری به بناهای مجموعه بخشیده‌است.